# Eustomias austratlanticus
Eustomias austratlanticus är en fiskart som beskrevs av Gibbs, Clarke och Gomon, 1983. Eustomias austratlanticus ingår i släktet Eustomias och familjen Stomiidae. Inga underarter finns listade i Catalogue of Life.